# Orconectes (Faxonius)
Pour le genre, voir Orconectes.
Faxonius
Sous-genre
Orconectes (Faxonius) est un sous-genre d'écrevisses de la famille des Cambaridae.

## Liste des espèces
- Orconectes indianensis (Hay, 1896)
- Orconectes limosus (Rafinesque, 1817) - écrevisse américaine
- Orconectes wrighti Hobbs, 1948